# Azurina
Azurina è un genere di pesci marini appartenenti alla famiglia Pomacentridae e alla sottofamiglia Chrominae.

## Distribuzione e habitat
L'areale di questo genere è limitato alle coste tropicali e subtropicali dell'Oceano Pacifico orientale tra la Baja California e le isole Galápagos.
I due membri del genere frequentano acque aperte nei pressi di coste rocciose, specie dove queste si immergono verticalmente fino a grandi profondità.

## Descrizione
Il corpo ha una sagoma più slanciata che negli altri Pomacentridae. La livrea è grigiastra, ricca di sfumature azzurre. La taglia si aggira attorno ai 14-15 cm.

## Biologia
Si nutrono di zooplancton.

## Conservazione
A. eupalama è classificata nella Lista Rossa IUCN come "in pericolo critico di estinzione" ed è forse già estinta.

## Tassonomia
Il genere comprende 2 specie:
- Azurina eupalama
- Azurina hirundo